# Pázmándfalu
Pázmándfalu é um município da Hungria, situado no condado de Győr-Moson-Sopron. Tem 19,39 km² de área e sua população em 2015 foi estimada em 1.010 habitantes.